# Geijersgården, Uppsala

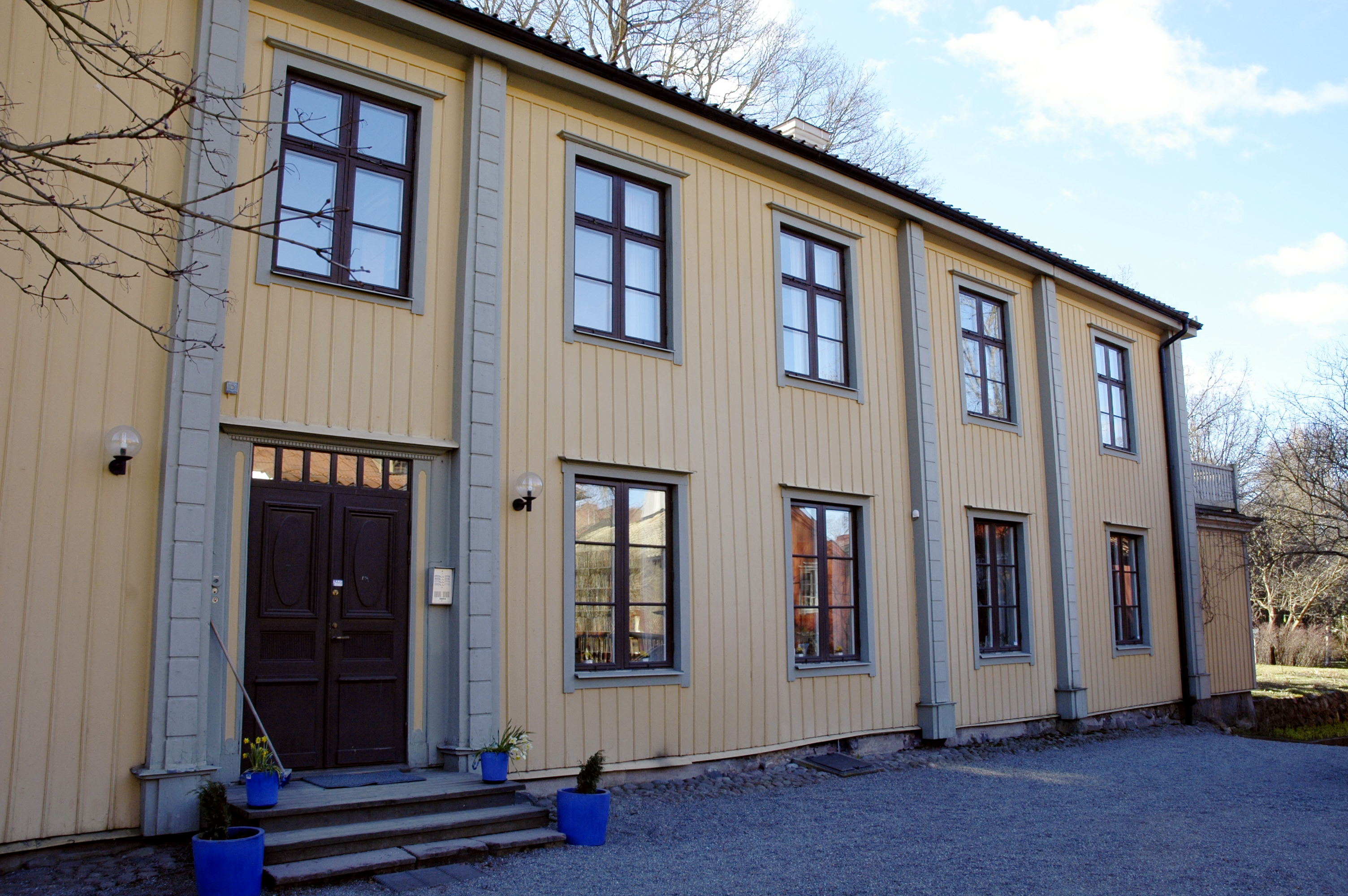
Geijersgården i april 2007.

Geijersgården ligger centralt i Uppsala granne med Ihregården. Den ligger omedelbart norr om universitetsbiblioteket Carolina Rediviva i kvarteret Slottet, Övre Slottsgatan 2. Gården har namn efter skalden Erik Gustaf Geijer, som bodde här från år 1837 till 1846. Huvudbyggnaden uppfördes åren 1737–1738 av dåvarande landshövdingen Johan Brauner. 

## Historia
Slottskvarteret där gården ligger lades ut i samband med den nya stadsplanen på 1640-talet, och var tidigare ombyggd och belägen utanför Uppsala. Den nya tomten skänktes 1650 till landsskrivaren Olof Larsson, som då redan nyttjat den under några år och troligen redan uppfört hus här. Den enda kända avbildningen av gården härrör från Olof Rudbecks huskarta från 1679. År 1687 blev professorn och senare biskopen Laurentius Norrmannus ägare till gården, och efter hans död 1703 stannade gården i arvingarnas ägo till 1727 då Anders Gabriel Duhre, arrendator av Ultuna ladugård, köpte gården. Redan 1737 sålde han dock gården till landshövding Johan Brauner. Brauner, som genom sin hustru Margareta Törne, en förmögen borgmästardotter från Stockholm,  hade gott om pengar ville skaffa sig en bättre bostad än det omvittnat dåliga landshövdingehuset.
Det är oklart om Johan Brauner någonsin bodde i huset. Från 1739 bodde dock hans dotter och måg Johan Ihre i huset. När landshövding Brauners änka avlidit 1754 kom gården, liksom grannfastigheten Ihregården i Johan Ihres ägo. I samband med detta lät han uppföra en ny huvudbyggnad på grannfastigheten men passade även på att renovera Geijersgården. Takhöjden i övervåningen ökades, fönstren förstorades och nya kakelugnar i huset. Då eller något tidigare förlängdes även byggnaden åt väster.
Efter Johan Ihres död sålde hans änka i andra äktenskapet Charlotta Johanna Gerner 1782 gården till bergsfogden Nils Erik Wiberg. Denne avled redan 1794, men hans änka kom att bo kvar i huset ända fram till sin död 1833.
Nästa stora ombyggnad inträffade 1837 då Erik Gustaf Geijer blivit ägare till byggnaden. I samband med detta styckades åter Ihregården och Geijersgården av från varandra, men gränsen mellan gårdarna flyttades något norrut så att Ihregården blev mindre. Samtidigt avstyckades ett parti i söder av från Geijersgården, för att ingå i den planerade parken framför det nya universitetsbiblioteket Carolina Rediviva. Man ville samtidigt av brandsäkerhetsskäl få bort de uthus som låg på denna del av tomten. Två av uthusen kom dock att sparas, och flyttades istället till den från Ihregården utökade markremsan.
I samband med Geijers inköp av gården renoverades den på nytt. Redan tidigare hade torvtaket ersatts av ett nytt i tegel. Nu målades den faluröda fasaden om i en vit slamfärg, nya vita kakelugnar tillkom och franska tryckta tapeter, en modernitet på denna tid. I samband med sin avflyttning till Stockholm 1847 sålde Geijer fastigheten till Katedralskolans rektor Rudolf Annerstedt. Året därpå lät han även inköpa Ihregården, och de båda gårdarnas historia kom på nytt att förenas. Periodvis beboddes dock gårdarna av olika medlemmar av familjen Annerstedt. Rudolf Annerstedt lät måla gården i den gula oljefärg den idag har. Det har beskrivits att den av Geijer pålagda slamfärgen hade färgats in av den underliggande rödfärgen och antagit en smutsrosa ton. Nya schablonmålade golv lades in vid samma tid, omkring 1850.
År 1933 avled universitetsbibliotekarien Claes Annerstedts änka Hilda Annerstedt, och 1934 såldes gårdarna av arvingarna till Uppsala universitet. 1935 bildades Stiftelsen Geijersgården i syfte att inreda Geijersgården till ett minne av E. G. Geijer, men något sådant kom dock aldrig till stånd. Istället blev övervåningen länsakitektkontor, efter ritningar av Jöran Curman, och bottenvåningen hyrdes ut som privatbostad.
Sedan år 1965 disponeras huvudbyggnaden av Dag Hammarskjöldfonden. Efter en eldsvåda 1982, då byggnadens västra delar skadades svårt, återställdes den 1983. Byggnaderna är numera överförda till Uppsala Akademiförvaltning och utgör byggnadsminne enligt kulturminneslagen sedan den 27 februari 1998.